# Дартмутский колледж
Дартмутский колледж (англ. Dartmouth College) — частный исследовательский университет, один из старейших в США, входящий в элитную Лигу плюща. Несмотря на название, Дартмут — не только колледж, в нём учатся аспиранты и ведутся научные исследования. Это — один из девяти колониальных колледжей, основанных до Американской революции.
Дартмут был основан в 1769 году конгрегационалистским священником Элеазаром Уилоком и пресвитерианским священником из племени мохеганов Самсоном Оккумом, согласно разрешению короля Великобритании Георга III.
Университет расположен в городе Гановер, штат Нью-Гэмпшир. Является общеобразовательным, состоит из Медицинской школы Гейзеля, Инженерной школы Тайера и Школы бизнеса Така, а также — учебных заведений по 19-ти программам специализации. Общее число учащихся — около 6400 человек, это самый маленький из университетов Лиги плюща.
В 1963 году профессорами Дартмутского колледжа Томасом Курцем и Джоном Кемени был создан язык программирования BASIC, его реализация силами студентов колледжа стала известна как Dartmouth BASIC.
Выпускниками дартмутского колледжа являются: Теодор Гейзель, известный как Доктор Сьюз, создатель популярного телесериала «Анатомия страсти» (англ. Grey's Anatomy) Шонда Раймс, бывший министр финансов Тимоти Гайтнер.

## История
Дартмут был основан Элеазаром Уилоком, пуританским служителем из Колумбии (штат Коннектикут), который ранее стремился создать школу для обучения индейцев миссионерской деятельности.
В 1755 году Уилок основал индейскую благотворительную школу. Деятельность школы оказалась довольно успешной, но для продолжения преподавания было необходимо дополнительное финансирование, и Уилоку собрать деньги помогли друзья. Самсон Оккум, сподвижник Уилока, в сопровождении преподобного Натаниэля Уайтекера, ездил в Англию в 1766 году, чтобы собрать деньги от имени церкви. С помощью этих средств, они создали фонд для помощи Уилоку. Руководителем фонда стал методист по имени Вильям Легг.
Хотя фонд оказал Уилоку достаточную финансовую поддержку, у школы появились проблемы набора индейцев на учёбу, в первую очередь потому, что её местоположение было далеко от территорий племён. В стремлении расширить школу до уровня колледжа, Уилок переехал в Гановер, в провинцию Нью-Гэмпшир. 13 декабря 1769 именем короля Георга III был принят Устав, который дал толчок созданию колледжа. Этот устав создал колледж «для обучения и воспитания молодёжи индейских племён на этой земле в чтении, письме и всех частей учёности, которая явится необходимым и целесообразным для цивилизации и христианизации детей язычников». Дартмут является крупнейшим в стране из девяти колониальных колледжей и последним вузом, созданным под Колониальным господством. Первые дипломы были выданы колледжем в 1771 году.
Постепенно Уилок пришёл к выводу, что его колледж пользуется успехом в первую очередь у белых. Окком, разочарованный отходом Уилока от идеи школы для христианизации индейцев, попытался создать свою собственную общину в Новой Англии, которую индейцы впоследствии назвали Братский город индейцев (Нью-Йорк).
В 1819 году власти штата Нью-Гэмпшир попытались национализировать Дартмутский колледж. Реорганизованный вуз они хотели назвать Дартмутским университетом, который начал работать в Гановере в 1817 году и затем занял здания колледжа, — хотя сам колледж при этом продолжил занятия в арендованных зданиях поблизости. Дэниел Уэбстер, являвшийся выпускником Дартмутского колледжа 1801 года и представлявший интересы колледжа в Верховном Суде, попросил признать поправку в Дартмутский устав незаконной и отменить захват колледжа штатом Нью-Гэмпшир. Уэбстер закончил свою заключительную часть речи знаменитыми словами:

«Это, сэр, как я уже сказал, небольшой колледж. И ещё есть те, кто любит его».

Первые студенты-негры появились в Дартмуте, соответственно, в 1775 и 1808 годах.
Дартмут возник на национальной академической сцене на рубеже XX века. До этого периода колледж оказался зажатым традиционными методами обучения и был относительно слабо финансируемым. Под руководством Президента Уильяма Джеветта Такера (1893—1909), в Дартмуте были проведены серьёзные работы в области обеспечения удобства преподавателей и студентов; 10000 долларов США на эти работы дал выпускник и профессор права Джон Ордронакс. В результате этих работ 20 новых зданий заменили устаревшие, а количество студентов и преподавателей увеличилось в 3 раза.
Президенты Эрнест Фокс Николс (1909—1916) и Эрнест Мартин Хопкинс (1916—1945) продолжили тенденции модернизации, дальнейшего совершенствования университетского кампуса и внедрение селективного приёма в 1920-е годы. В годы Второй мировой войны Дартмутский колледж присоединился к программе военно-морского тренинга (V-12 Navy College Training Program).
В 1950 году знаменитый полярный исследователь Вильялмур Стефанссон предоставил Дартмутскому колледжу свою огромную арктическую библиотеку (25 000 томов и 45 000 брошюр и рукописей) и подготовительные материалы «Арктической энциклопедии» и сам переехал из Нью-Йорка в Гановер. Начиная ещё с 1947 года и до самой смерти Стефанссон состоял куратором учебных программ Дартмутского колледжа по Арктическим регионам.
В 1970 году, давний профессор математики и компьютерных наук Джон Джордж Кемени стал президентом Дартмута. Кемени курировал несколько крупных изменений в колледже. Дартмут, ранее выступающей в качестве мужского института, стал принимать женщин в качестве полноправных студентов дневной формы обучения в 1972 году на фоне многих споров. В 1988 году в Дартмуте песня альма-матер изменена с «Мужчины из Дартмута» (англ. Men of Dartmouth) на «Дорогой старый Дартмут» (англ. Dear old Dartmouth).
В мае 2010 года Дартмут вступил в сеть университетов, вместе с Даремским университетом (Великобритания), Университетом Куинс (Канада), Университетом Отаго (Новая Зеландия), Тюбингенским университетом (Германия), Университетом Западной Австралии (Австралия) и Уппсальским университетом (Швеция).

### Дартмутский семинар
Дартмутский семинар — двухмесячный научный семинар по вопросам искусственного интеллекта, проведённый летом 1956 года в Дартмутском колледже. Мероприятие имело важное значение для истории направления: на нём встретились люди, интересующиеся вопросами моделирования человеческого разума, были утверждены основные положения новой области науки и дано наименование англ. artificial intelligence. Дартмутский семинар считается явлением, положившим начало дисциплине разработки систем искусственного интеллекта.

## Дополнительное военное образование
Студенты Дартмутского колледжа, являющиеся гражданами США, в период обучения в бакалавриате имеют возможность также пройти курсы подготовки офицеров резерва (ROTC), готовящие офицеров для нужд Армии США (Army ROTC)
Ранее в Дартмуте помимо Army ROTC существовали также Naval ROTC и Air Force ROTC, однако все эти три военно-учебные подразделения прекратили свою деятельность в период с 1970 по 1973 год в связи с сильными антивоенными настроениями в связи с Войной во Вьетнаме. Army ROTC вернулся в Дартмут в 2014 году.

## Галерея

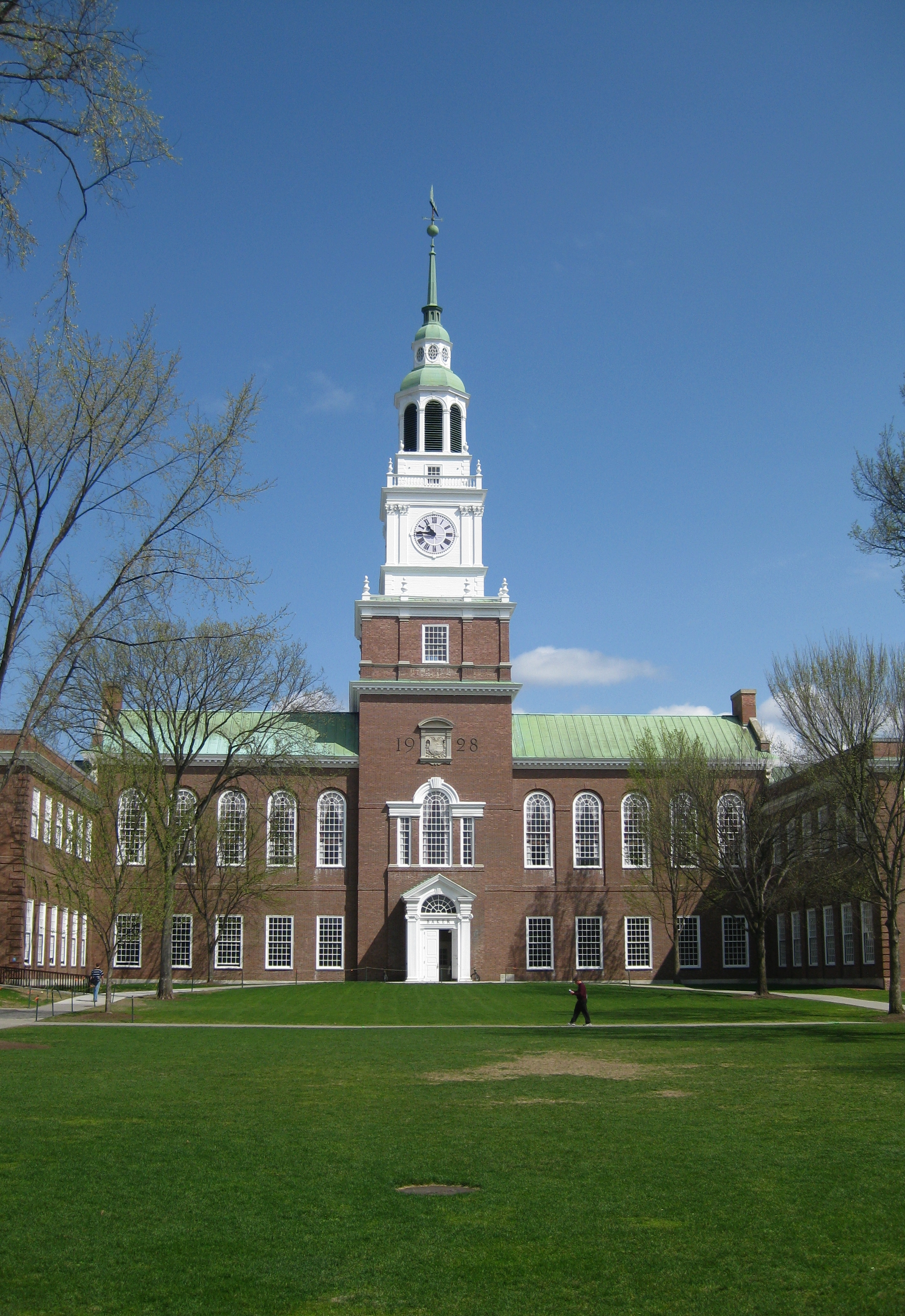
Библиотека Бейкера в Дартмутском колледже
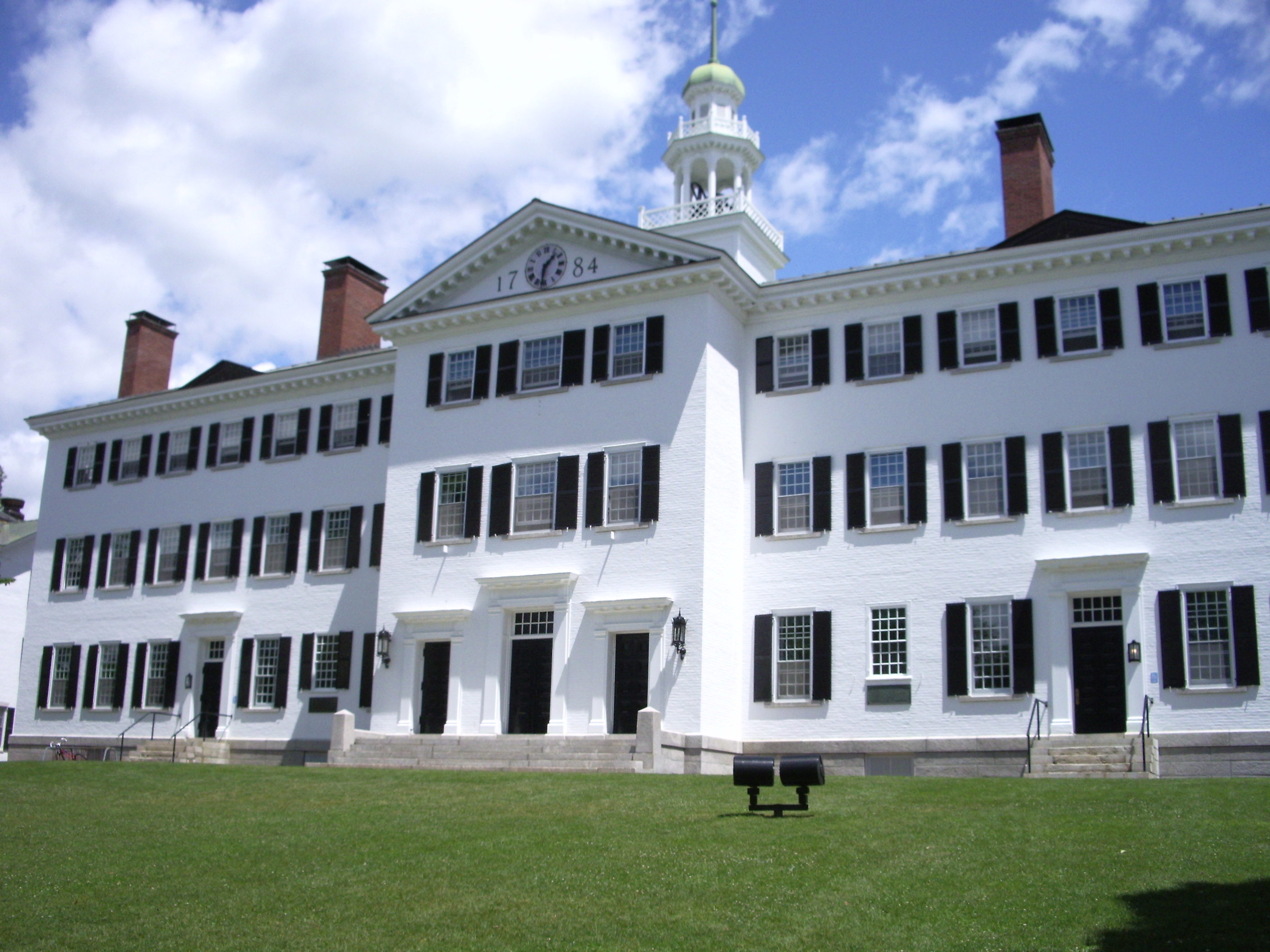
Дартмут Холл, построен в 1784 году
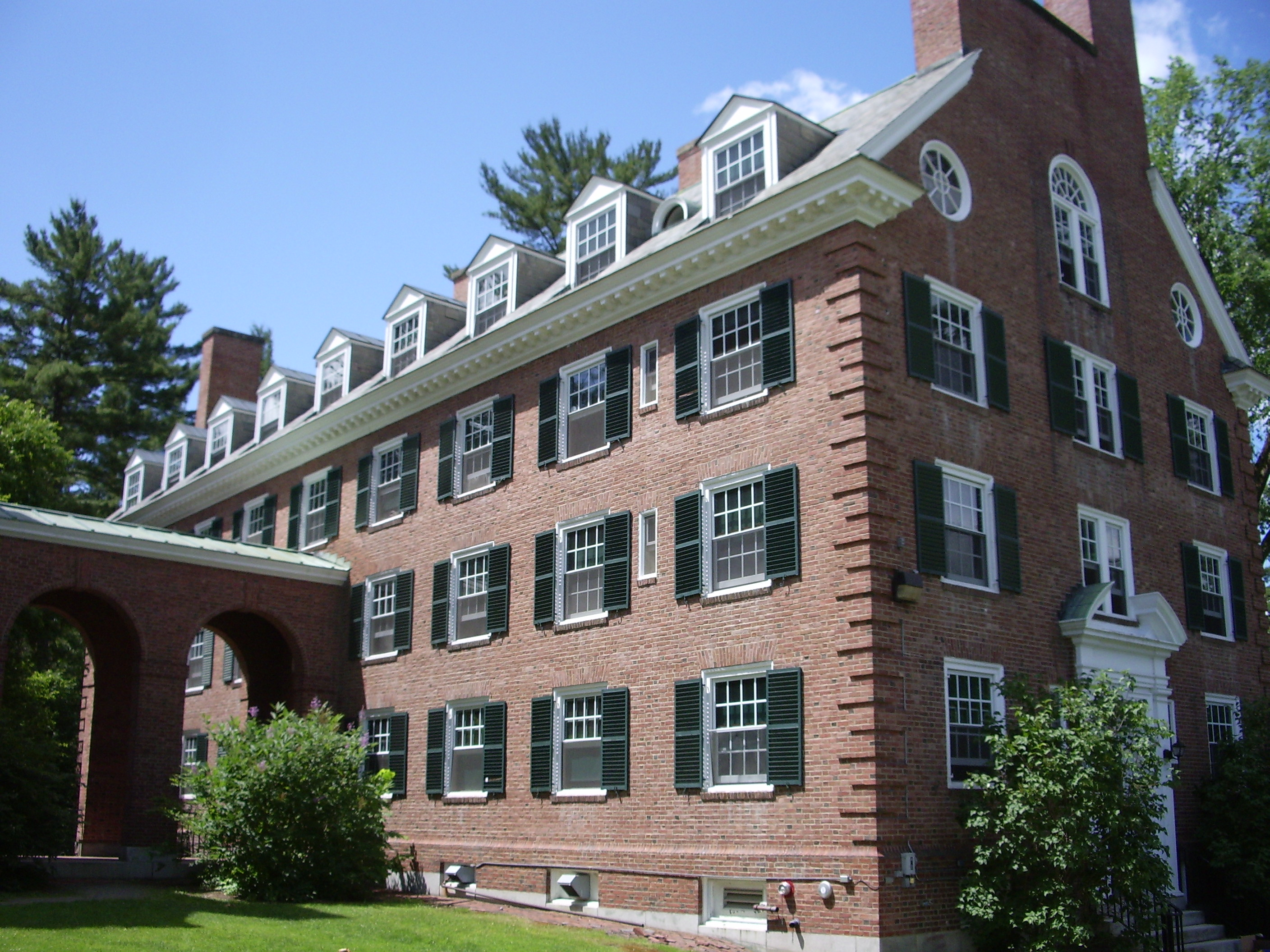
Лорд Холл

## В популярной культуре
В криминальном романе «Крестный отец» (англ. The Godfather) 1969 года Майкл Корлеоне учился в Дартмутском колледже, где познакомился со своей будущей второй женой Кей Адамс.
В фильме 1968 года «Афера Томаса Крауна» Стив Маккуин играет ищущего острых ощущений миллионера, выпускника Дартмута, чье хобби — ограбление банка.
В комедии SuperПерцы школьники Эван и Фогель (МакТрахер) поступают в Дартмут.

## Выпускники
См. также Выпускники Дартмутского колледжа